# Jafar (nome)
Jafar (in alfabeto arabo: جعفر) è un nome proprio di persona arabo e persiano maschile.

## Varianti

Ruscello in un bosco di betulle, di Ivan Ivanovič Šiškin

- Arabo (varianti di traslitterazione): Jaffar[1], Jaffer[1], Gafar[1], Ja'far, Jawhar

### Varianti in altre lingue
- Albanese: Xhafer[1]
- Azero: Cəfər[1]
- Bosniaco: Džafer[1]
- Turco: Cafer[1]

Oltre a queste forme, per alcuni personaggi storici sono adattamenti fonetici in varie lingue, come l'italiano Giafar, il francese Djafar e il polacco Dżafar.

## Origine e diffusione
Riprende un termine arabo che vuol dire "ruscello", e ha quindi lo stesso significato dei nomi Brook e Yuval. 
Nella tradizione musulmana, Ja'far era un cugino di Maometto, fratello di Ali, ucciso in guerra contro i bizantini e apparso poi al profeta come angelo.

## Onomastico
Il nome è adespota, non essendo portato da alcun santo; l'onomastico si può eventualmente festeggiare il 1º novembre, giorno di Ognissanti.

## Persone
- Jafar Irismetov, calciatore uzbeko
- Jafar Kashani, calciatore iraniano

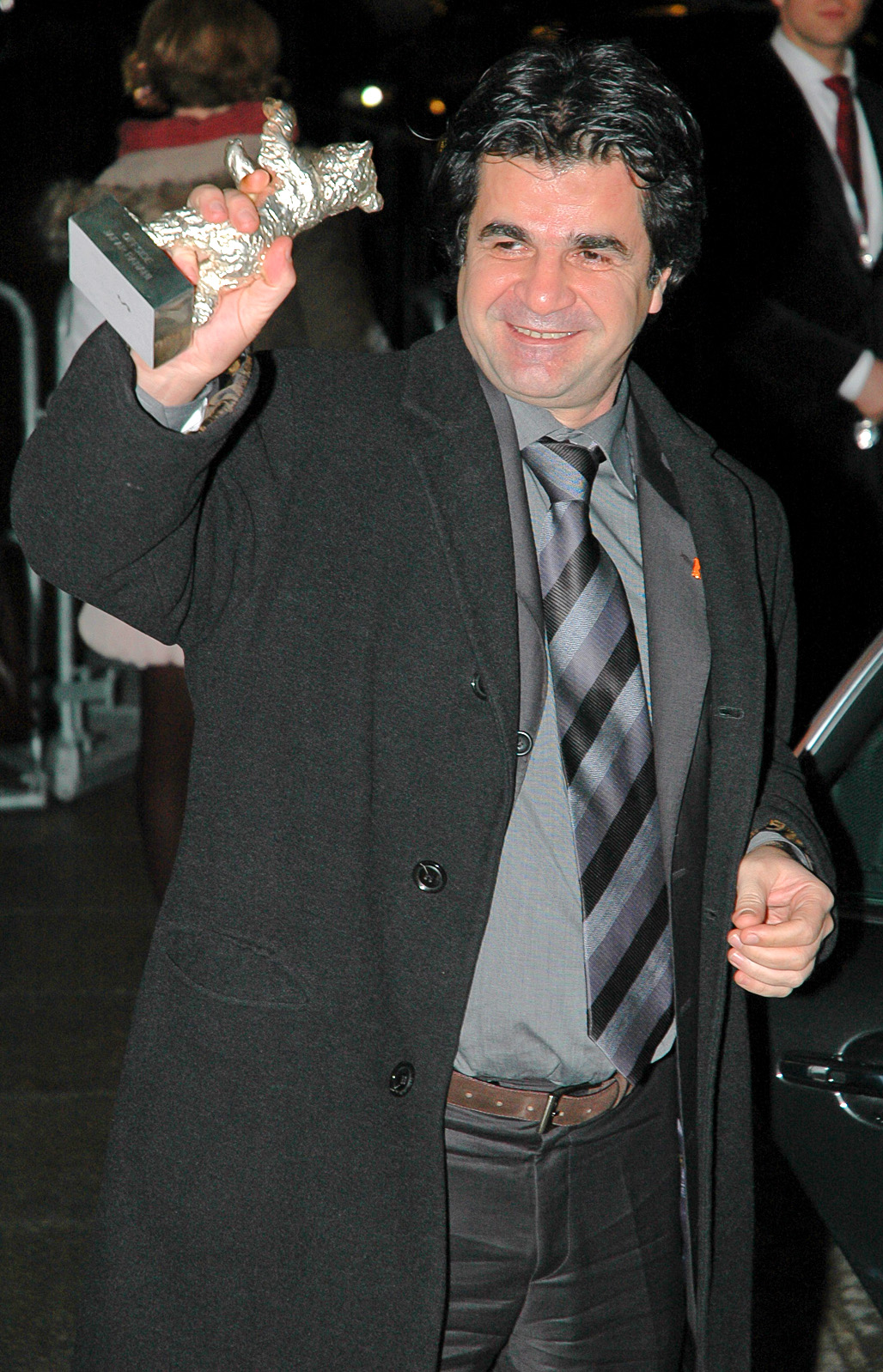
Jafar Panahi

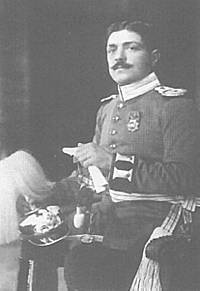
Ja'far al-'Askari

- Jafar Panahi, regista, attore e sceneggiatore iraniano
- Jafar Salmani, calciatore iraniano
- Jafar Salmasi, sollevatore iraniano

### Variante Ja'far
- Ja'far al-'Askari, militare e politico iracheno
- Ja'far al-Mushafi, politico andaluso
- Ja'far al-Nimeyri, militare sudanese
- Ja'far al-Sadiq, imam sciita
- Ja'far ibn Abi Talib, cugino del profeta Maometto
- Ja'far ibn Yahya al-Barmaki, visir persiano
- Ja'far Khan, re di Persia

### Altre varianti
- Giafar al-Kalbi II, emiro di Sicilia
- Jawhar al-Siqilli, generale arabo
- Cəfər Cabbarlı, drammaturgo, poeta e attore azero
- Giafar ibn Muhammad, generale e governatore arabo
- Xhaferr Ypi, politico albanese
- Jawhar Mnari, calciatore tunisino

## Il nome nelle arti
- Jafar è l'antagonista principale nella serie cinematografica Disney Aladdin.
- Jaffar è un personaggio della serie di videogiochi Prince of Persia.
- Jafar è anche il nome attribuito ne Le mille e una notte al gran vizir del califfo Hārūn al-Rashīd